# 帕姆代爾 (佛羅里達州)
帕姆代爾（英語：Palmdale）是位於美國佛羅里達州沼澤縣的一個非建制地區。該地的面積和人口皆未知。

## 地理
帕姆代爾的座標為26°57′00″N 81°19′00″W / 26.95000°N 81.31667°W，而該地的平均海拔高度為13米（即43英尺）。